# Steaua lui David

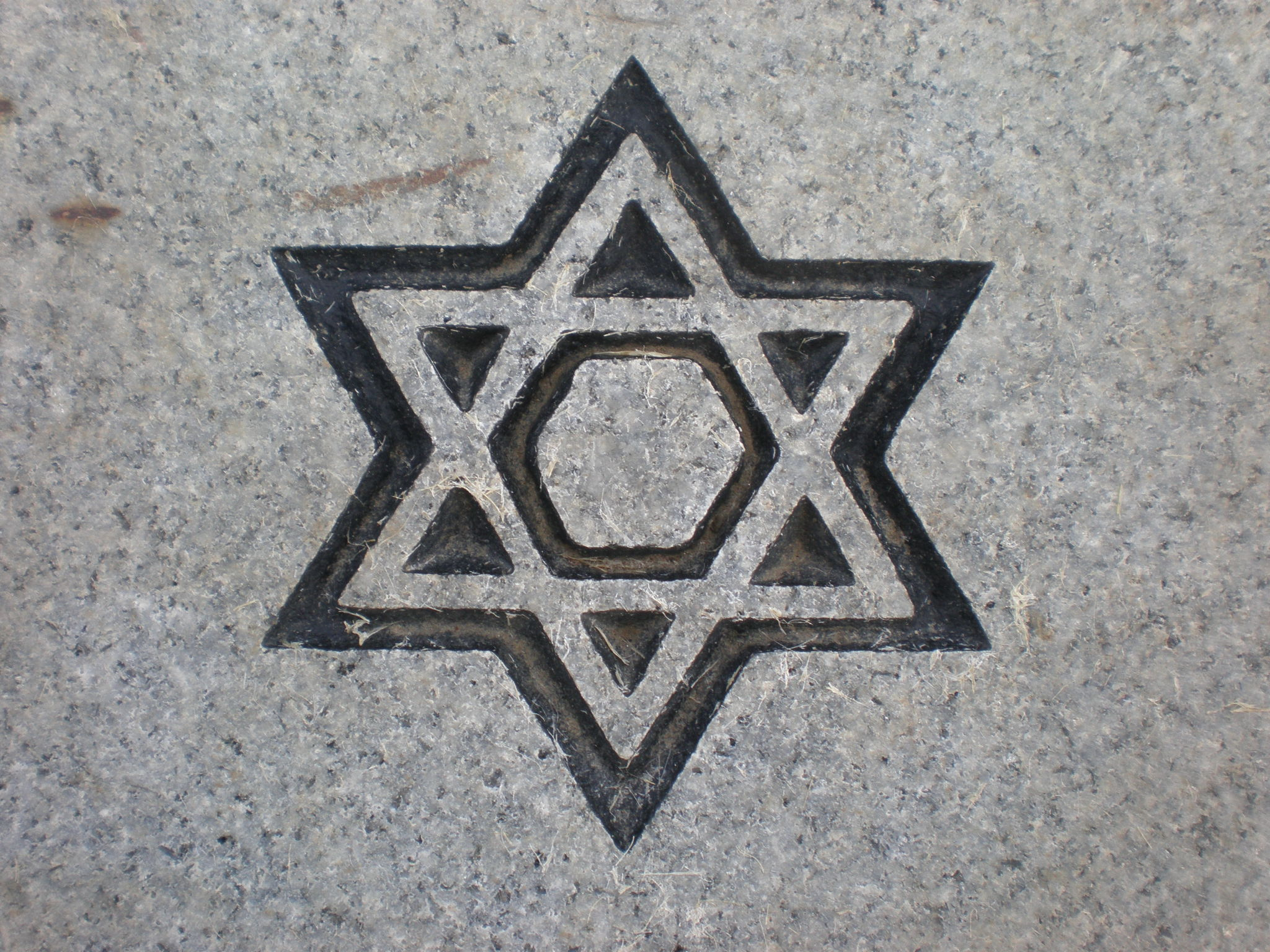
Steaua lui David gravată pe o piatră de mormânt

Steaua lui David pe drapelul statului Israel

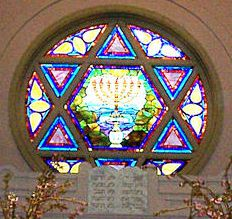
Steaua lui David ca vitraliu al unei sinagogi

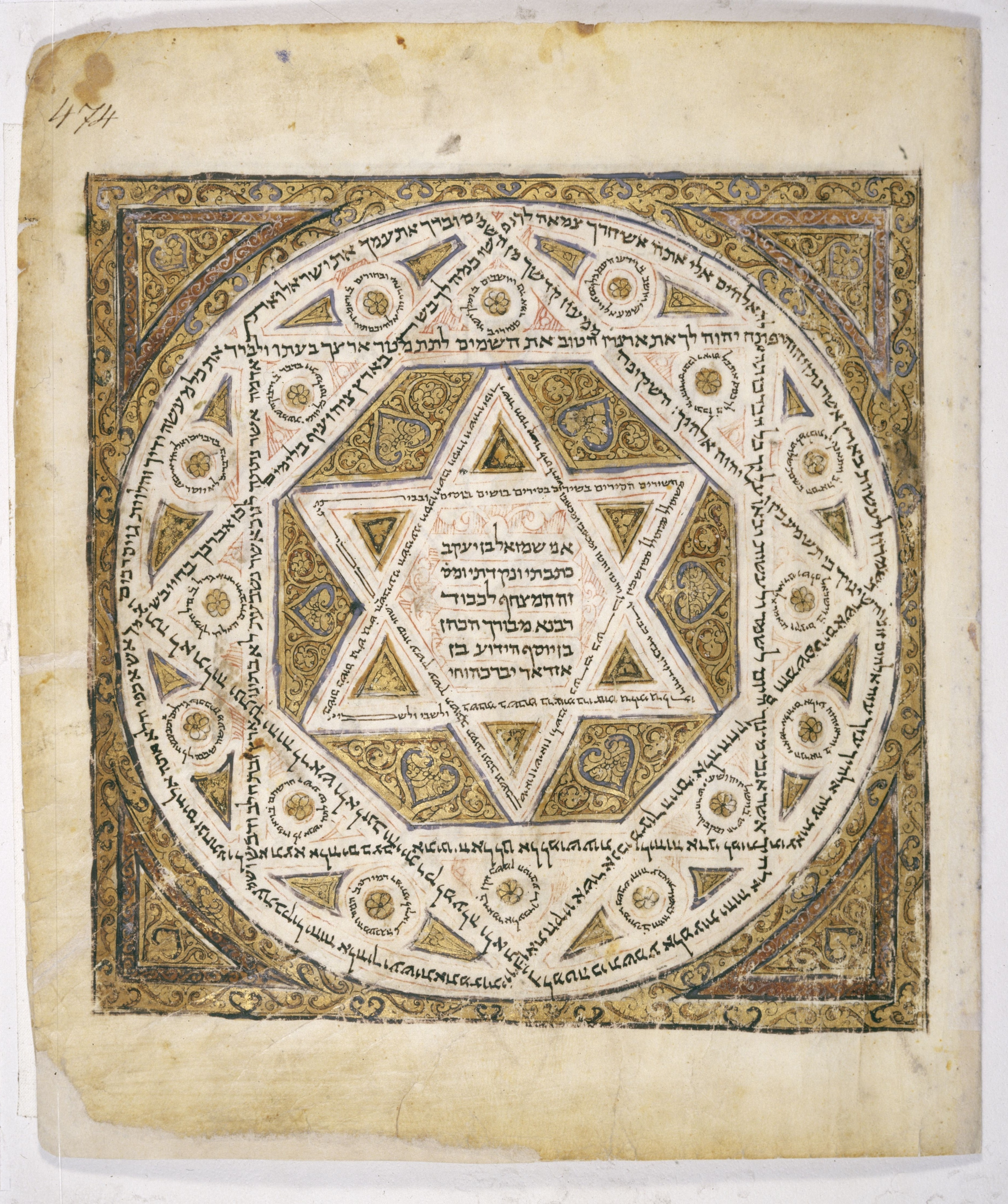
Steaua lui David pe un manuscris masoretic al Bibliei ebraice din anul 1008, cunoscut sub numele Codexul din Leningrad, aflat la Biblioteca de Stat din Petersburg

Steaua lui David, cu denumirea ebraică מגן דוד, transcris Maghen David, Maggen David sau Magen David care înseamnă "Scutul lui David", este o hexagramă alcătuită din două triunghiuri echilaterale, folosită ca simbol al evreilor și ca element emblematic la decorarea sinagogilor.
Apariția acestui simbol în iudaism nu este clară, deoarece el nu este prezent în Biblia ebraică (Tanah), în Talmud sau în vreo altă sursă iudaică antică.
Deși în Israel s-au găsit reprezentări ale stelei în șase colțuri, care datau din secolul VII î.e.n., prima folosire oficială a stelei lui David a avut loc la Praga, în 1354, când Carol al IV-lea, împăratul Sfântului Imperiului Roman de națiune germană le-a dat evreilor dreptul de a avea propriul lor steag. Evreii au pus pe el un simbol Magen David. În 1656, simbolul a fost gravat pe o piatră, pentru a demarca cartierul evreiesc de cele creștine din Viena. 
Din anul 1897, Steaua lui David a fost adoptată ca emblemă a sionismului. 
Există mai multe ipoteze despre semnificația simbolului Magen David, care se traduce literal prin "Scutul lui David":
- Simbolul ar proveni de la modul în care vechii războinici evrei si-ar fi construit scuturile, care ar fi avut pe interior cele două triunghiuri (singura figură geometrică nedeformabilă), montate astfel ca să formeze șase puncte de prindere pe perimetrul scutului.
- Cele șase vârfuri ar simboliza faptul că Dumnezeu domnește asupra întregului univers, pe șase direcții: est, vest, nord, sud, sus și jos.
- În Cabala, cele două triunghiuri reprezintă dihotomia inerentă omului: binele versus răul, spiritual versus fizic etc. Prin urmare, cele două triunghiuri ar putea reprezenta relația reciprocă între poporul evreu și Dumnezeu. Triunghiul cu vârful în sus simbolizează faptele bune, care urcă spre cer, spre a activa un flux de bunătate, ce se revarsă asupra lumii, care ar fi reprezentată de triunghiul cu vârful în jos.

După tradiții religioase rabinice începând de la sfârșitul Evului Mediu, s-a crezut ca războinicii regelui David aveau hexagrama desenată sau gravată pe scuturi  Din contră, alți autori rabinici credeau că pe scuturile respective era mai degrabă semnul Menorei - candelabrul caracteristic cultului iudaic. 

### Steaua galbenă

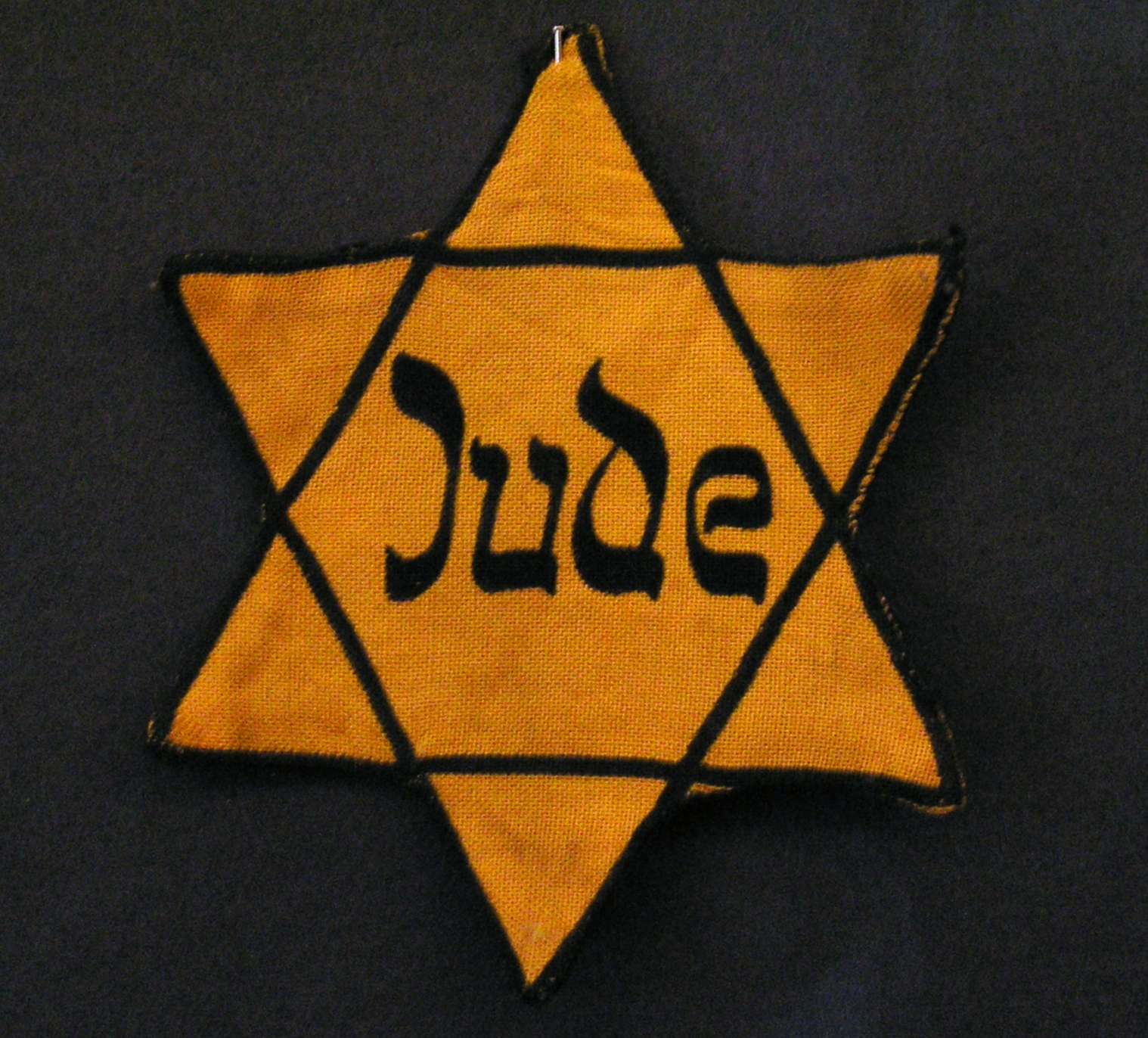
Stea galbenă cu inscripția "Jude" (evreu, în limba germană), folosind litere care imită, în derâdere, literele alfabetului ebraic.

În Germania nazistă, ca urmare a legilor rasiale, Wilhelm Frick le-a impus evreilor să poarte în piept o stea galbenă cu șase colțuri, ca semn distinctiv.
La 3 septembrie 1941 Cabinetul ministerului de Interne al României a emis un ordin prefecților de județe că evreii sunt obligați a purta ca semn distinctiv, „Steaua lui David” (steaua galbenă), cusută pe haină, în partea stângă a pieptului. În urma întâlnirii pe care Wilhelm Filderman, care deținea funcția de președinte al Uniunii Comunităților Evreiești, a avut-o cu Ion Antonescu la 10 septembrie 1941, mareșalul a anulat ordinul, totuși în Moldova, Cernăuți și Transnistria evreii au fost siliți să poarte semnul distinctiv. Mai mult, Consulatul român din Paris a cerut, dar fără succes, scutirea pentru evreii cetățeni români care se aflau în Franța.
Nu același lucru s-a întâmplat în campania din Transnistria unde, la 3 septembrie 1941, colonelul Nica, prefect de Balta, a ordonat evreilor purtarea semnului galben și a unui număr de ordine pe care îl vor coase vizibil pe haină lângă steaua lui David.